# PC/IX
IBM Personal Computer Interactive Executive (PC/IX) ist ein Betriebssystem, das vom UNIX Time Sharing System abgeleitet wurde und einige Erweiterungen für den IBM Personal Computer enthält. Es ist eine Portierung von UNIX auf die 16-Bit-Architektur des in IBM PCs genutzten Prozessors, den Intel 8088 (dessen größerer Bruder 8086 Begründer der x86-Architektur ist).

## Geschichte
PC/IX wurde von der INTERACTIVE Systems Corporation (Santa Monica, Kalifornien) für IBM entwickelt. Es basiert auf INTERACTIVE IS/3, einem System III, welches durch AT&T Technologies, Inc. (ehemals Western Electric Company) lizenziert wurde.
Nachdem bereits Anfang 1984 eine Vorab-Version gezeigt wurde, war das Produkt ab April 1984 erhältlich. Im August 1984 wurde die Verfügbarkeit eines FORTRAN Compilers (INFORT) und des INTERACTIVE Message and Network System (INMAIL/INNET/FTP) bekanntgegeben.
Die am Jahresende 1984 freigegebene Version 1.1 verbesserte die Hardware-Unterstützung, welche insbesondere für die neu vorgestellten PC AT notwendig wurde.
Ab Januar 1985 war mit IX RM/COBOL ein COBOL Compiler und Interpreter verfügbar.
Als neues Unix-Angebot gelangte 1985 das IBM Personal Computer XENIX Operating System in den Vertrieb, welches jedoch mindestens einen PC AT (mit Intel 80286) und mehr Speicher erforderte.

## Funktionen
Das Betriebssystem unterstützt sowohl den IBM PC (Typ 5150), allerdings nur mit Festplattenerweiterung, als auch den PC XT (Typ 5160), sowie ab PC/IX Version 1.1 auch den PC/AT (Typ 5170). Es müssen mindestens 256 KB Arbeitsspeicher (durch Speichererweiterungskarten, maximal möglich sind 640 KB) und eine 10 MB Festplatte für die Installation zur Verfügung stehen. Für die lokale Bildschirmausgabe wird ein IBM Monochrom-Bildschirmadapter (MDA) oder IBM Farbbildschirmadapter (CGA), welcher allerdings nur im Textmodus unterstützt wird, benötigt.
PC/IX ist ein Einzelbenutzer-Multitasking-System.
Es kann neben einem bestehenden PC DOS auf einer Festplattenpartition installiert werden und enthält Dienstprogramme für den Dateiübertragung nach und von PC DOS Version 2.
Weitere Besonderheiten s
- Xenix von Microsoft (und später SCO), eine kommerzielle Portierung von AT&T UNIX Version 7 auf den Intel 8086 (1980) und den 80286 (1983)

ind der Bildschirmeditor INed und die PC/IX-Shell.

## Entwicklungsumgebung
Neben der Programmiersprache C, für die ein entsprechender Compiler, Laufzeitbibliotheken und Lint mitgeliefert wurden, gehörte ein Assembler zum Lieferumfang. Weitere Werkzeuge waren Make und Source Code Control System (SCCS).

## Dokumentation
Die Benutzerdokumentation besteht aus mehreren Ordner mit folgenden Dokumenten:
- GH20-6247 – General Information Manual
- SH20-6365 – User's Manual
- SH20-6367 – Programmer's Guide
- SH20-6369 – System Manager's Guide
- SH20-6371 – Text Processing Guide

## Versionen
Version 1.0 (April 1984)
PC/IX wurde auf 19 Disketten (5.25" 2D) geliefert, welche in folgende Gruppen unterteilt waren:
- Wartung – Maintenance: 1
- Kernsystem – Core (kernel, shell and system utilities): 8
- Entwicklungsumgebung – Programming: 4
- Kommunikation – Communications: 1
- Quelltextverwaltung – Source Code Control System: 1
- Textverarbeitung – Text Processing: 1
- Besonderer Einsatzzweck – Special Purpose: 1
- Systemabrechnung – System Accounting: 1
- Spiele – Games: 1

Version 1.1 (21. Dezember 1984)
- Dieses Update erweiterte die Geräteunterstützung um den nun verfügbaren IBM PC/AT.
- Das Update Kit (Teilenummer 6317009) für PC/IX Version 1 enthält 5 Disketten, Dokumentation und Installationsanweisungen zur Integration in die bereits installierte Vorversion.